# Акбари, Эзатолла
Эзатолла Акбари Заринколай (перс. عزت‌الله اکبری زرین‌کلایی‎, 20 августа 1992) — иранский борец вольного стиля, чемпион Азии, призёр чемпионатов мира.

## Биография
Родился в Джуйбаре. В 2013 году завоевал серебряную медаль чемпионата мира и бронзовую медаль чемпионата Азии. В 2014 году стал серебряным призёром Азиатских игр. В 2017 году стал чемпионом Азиатских игр по боевым искусствам и состязаниям в помещениях. В 2018 году выиграл чемпионат Азии.